# Heodes rondoui
Heodes rondoui är en fjärilsart som beskrevs av Charles Oberthür 1910. Heodes rondoui ingår i släktet Heodes och familjen juvelvingar. Inga underarter finns listade i Catalogue of Life.